# Liebesleid (1932)
Liebesleid (Originaltitel: Smilin’ Through) ist ein US-amerikanisches Filmdrama aus dem Jahr 1932. Das Drehbuch basiert auf dem Bühnenstück Smilin’ Through von Jane Cowl und Jane Murfin.

## Handlung
England zur Jahrhundertwende: John Carteret trauert immer noch um seine Verlobte Moonyean Clara, die am gemeinsamen Hochzeitstag 1868 starb. Moonyean wurde durch einen Pistolenschuss tödlich verletzt, den der betrunkene Jeremy Wayne, der Moonyean selber heiraten wollte, in eifersüchtiger Wut auf John abfeuerte, aber versehentlich Moonyean traf. Nun verbringt John seine Tage damit, im Garten, der der Platz war, an dem sie am glücklichsten waren, zu spazieren und mit ihrem Geist zu sprechen. Dr. Owen, Johns Freund, hat die Befürchtung, dass John sich in der Vergangenheit verliert. Er fragt ihn, ob er sich um Moonyeans fünfjährige verwaiste Nichte Kathleen kümmern will. Zuerst ist John abweisend, doch als er das Mädchen kennenlernt, kann er sie nicht wegschicken.
1915 ist Kathleen zu einer hübschen jungen Frau herangewachsen. Sie sieht ihrer Tante sehr ähnlich und ist zu Johns Lebensinhalt geworden. Kathleen hat viele Verehrer, bringt ihnen jedoch kein Interesse entgegen. An einem regnerischen Nachmittag suchen sie und ihr Freund Willie Ainley Zuflucht in einer verlassenen Villa. Kathleen begegnet dort dem Besitzer, dem attraktiven Amerikaner Kenneth Wayne, Jeremys Sohn. Nach Moonyeans Tod ging Jeremy nach Amerika und heiratete dort. Kenneth ist als Soldat nach Europa gekommen, um im Krieg zu kämpfen. Er weiß nichts über Jeremys Tat und auch nichts über Kathleen. Die beiden verlieben sich.
Kathleen erzählt John von Kenneth. Der erzählt ihr die tragische Geschichte ihrer Tante und nimmt ihr das Versprechen ab, Kenneth nie wieder zu sehen. Doch die Liebe zwischen ihr und Kenneth ist so tief, dass sie ihr Versprechen nicht halten kann und beginnt, ihn heimlich zu treffen. In der Nacht, bevor Kenneth zur Front abkommandiert wird, erzählt Kathleen John, dass sie Kenneth noch in dieser Nacht heiraten werde. Kenneth macht sich Sorgen, dass Kathleen schnell zu einer Witwe werden könnte. Er weiß auch, wie sehr sie sich um John kümmert. Er heiratet sie nicht und schickt sie nach Hause.
Als der Krieg endet, wartet Kathleen auf Kenneths Rückkehr. Sie findet ihn in der Villa. Kenneth wurde im Krieg schwer verwundet und will für Kathleen keine Last sein. Er sagt ihr, dass er sie nicht mehr liebe. Geschockt kehrt sie nach Hause zurück. Dr. Owen informiert John, was geschehen ist. Im Garten spricht John mit Moonyeans Geist, der ihm sagt, er solle die Vergangenheit vergessen und den jungen Leuten helfen. Er lässt Kenneth zu sich bringen und führt ihn und Kathleen wieder zusammen, damit sie heiraten und nach Amerika gehen können. Nachdem Kathleen und Kenneth gegangen sind, spielt John eine Partie Schach mit Dr. Owen. Irgendwann schläft er ein. Dr. Owen verlässt leise das Haus, Moonyeans Geist erscheint und nimmt Johns Hand. Johns Körper bleibt zurück, als sein Geist Hand in Hand mit Moonyeans Geist weggeht.

## Hintergrund
Für das Szenenbild des Films sorgte Cedric Gibbons, die Kostüme stammen von Gilbert Adrian, für den Ton war Douglas Shearer verantwortlich. Der Titelsong Smilin’ Through wurde von Arthur A. Penn komponiert. Der Song wird von Norma Shearer in einem Playback (Stimme von Georgia Stark) vorgetragen.
Die Uraufführung fand am 24. September 1932 statt.
Die deutsche Erstaufführung erfolgte am 24. April 1934 im Berliner Marmorhaus. Die nationalsozialistische Filmzensur verlieh dem Streifen das Prädikat „künstlerisch“.
Der Film ist ein Remake des gleichnamigen Stummfilms von 1922, den ebenfalls Sidney Franklin inszenierte. Ein Remake der Neuverfilmung entstand 1941 unter der Regie von Frank Borzage.

## Kritiken
Variety befand, der Film sei in Interpretation, Darstellung und Präsentation aller poetischen romantischen Qualitäten ein wertvoller Nachfolger des Theaterstücks.

## Auszeichnungen
Bei der Oscarverleihung 1934 war der Film in der Kategorie Bester Film für den Oscar nominiert. Bei der Verleihung der Photoplay Awards 1932 gewann Produzent Irving Thalberg eine Ehrenmedaille.